# Ak 4自動步槍
Ak 4（Automatkarbin 4）是瑞典軍隊在1965年至1985年的制式步槍，在1985年被Ak 5突擊步槍取代。

## 历史
Ak 4與黑克勒-科赫HK G3相同，由瑞典本土工廠特許生產並裝備瑞典國防軍，取代常當時的m/45衝鋒槍、AG m/42B半自動步槍及m/37自動步槍，瑞典軍方把他們的HK G3命名為（簡稱Ak 4），中文解為「4號自動步槍」。
1960年代，瑞典為了替換舊式步槍，舉行了新一代制式武器評選，參與的包括比利時Fabrique Nationale的FN FAL、瑞士SIG SG 510、瑞典卡爾古斯塔夫的GRAM 63、美國春田兵工廠的M14及德國的黑克勒-科赫HK G3，經過多次不同種類的測試後，最終挑選HK G3作制式步槍。在1965年至1970年Ak 4由胡斯克瓦那（Husqvarna）生產，1970年後改為位於埃斯基通納（Eskilstuna）的卡爾古斯塔夫（Carl Gustafs）生產，直至1985年被小口徑的Ak 5（FN FNC）取代，但Ak 4至今仍然被瑞典國土警備隊、立陶宛及愛沙尼亞的軍警所採用。

## 型號
瑞典國防軍的Ak 4有三種型號，包括：
- Ak 4：標準型，與G3A3相同（固定槍托）。
- Ak 4 B：裝有Aimpoint（英语：Aimpoint AB）紅點瞄準鏡、移除機械照門、提高射速、加強全槍表面處理以提高耐用牲。
- Ak 4 OR：標準型Ak 4加裝Hensoldt 4x24瞄準鏡（重0.65公斤）[1]。

所有型號的Ak 4皆可裝上柯爾特M203及HK79榴彈發射器。

## 使用國

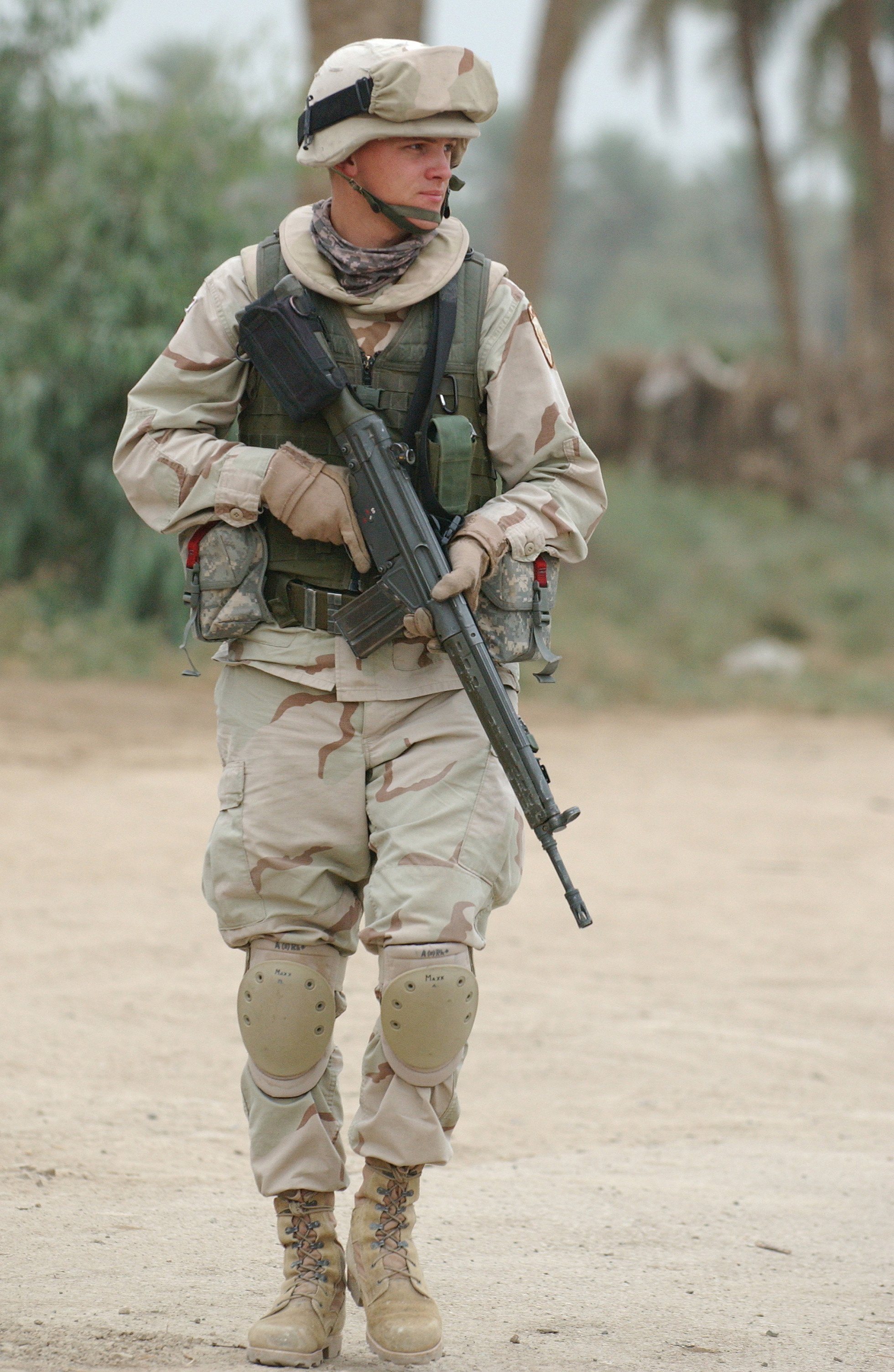
手持Ak 4在伊拉克巡邏的拉脫維亞士兵，攝於2006年

- 爱沙尼亚
- 约旦
- 拉脫維亞
- 立陶宛
- 瑞典
- 乌克兰

## 資料來源
- （瑞典文）-Den svenska automatkarbinen - Ak4（页面存档备份，存于）
- （瑞典文）-Automatkarbin 4（页面存档备份，存于）
- （瑞典文）-hem1.passagen.se-Ak 4
- （英文）-Guns.ru-HK G3 （页面存档备份，存于）